# Little Valley (Nowy Jork)
Little Valley – miasto w Stanach Zjednoczonych, w stanie Nowy Jork, w hrabstwie Cattaraugus.